# Mine de Mangya
La mine de Mangya ou mine de Shimiangkuang est une mine à ciel ouvert d’amiante située dans le Comité administratif de Mangya de la province du Qinghai en Chine. 